# Вишнёвка (Харьковская область)
Вишнёвка (укр. Вишнівка), село, Вишневский сельский совет, Купянский район, Харьковская область.
Код КОАТУУ — 6323780801. Население по переписи 2001 года составляет 265 (121/144 м/ж) человек.
Является административным центром Вишнёвского сельского совета, в который не входят другие населённые пункты.

## Географическое положение
Село Вишневка находится между реками Гусинка и Великий Бурлук.
На расстоянии в 2 км расположено село Егоровка.

## Происхождение названия
На картах 1977 года село называется Совхоз Вишневский с населением 64 человека.

## История
- 1949 — дата основания.

## Экономика
- Молочно-товарная ферма, машинно-тракторные мастерские.
- Фермерское хозяество Коньшина Р. В.

## Объекты социальной сферы
- Вишневский фельдшерский пункт.